# Makarlanjärvi
Makarlanjärvi är en sjö i kommunen Salo i landskapet Egentliga Finland i Finland. Sjön ligger 9,3 meter över havet. Den är 6,28 meter djup. Arean är 1,47 kvadratkilometer och strandlinjen är 10,23 kilometer lång. Sjön  ingår i Skärgårdshavets kustområde, Åland.   Den ligger omkring 48 kilometer sydöst om Åbo och omkring 110 kilometer väster om Helsingfors. 
I sjön finns ön Hiilkari. 